# Kappa Centauri
Kappa Centauri (κ Centauri, förkortat Kappa Cen, κ Cen) som är stjärnans Bayerbeteckning, är en dubbelstjärna belägen i den östra delen av stjärnbilden Kentauren. Den har en skenbar magnitud på 3,14 och är synlig för blotta ögat där ljusföroreningar ej förekommer. Baserat på parallaxmätning inom Hipparcosuppdraget på ca 8,5 mas, beräknas den befinna sig på ett avstånd på ca 380 ljusår (ca 118 parsek) från solen.

## Egenskaper
Primärstjärnan Kappa Centauri A är en blå till vit underjättestjärna av spektralklass B2 IV. Den har en massa som är ca 7,2 gånger större än solens massa, en radie som är ca 4,4 gånger större än solens och utsänder från dess fotosfär ca 2 500 gånger mera energi än solen vid en effektiv temperatur på ca 19 800 K.
Kappa Centauri är en spektroskopisk dubbelstjärna där närvaron av en omkretsande följeslagare avslöjas av skiftningar i absorptionslinjerna orsakade av Dopplereffekten.
Kappa Centauri A är en tänkbar Beta Cephei-variabel som visar linjeprofilvariationer i dess spektrum. Variationen är dock osäker på grund av systemets binära natur. År 2007 observerade en separation mellan primärstjärnan och följeslagaren på 0,128 bågsekunder vid en positionsvinkel på 156°. Den har en massa som är ca 68 procent av primärstjärnans massa. Konstellationen har en egenrörelse som är gemensam med undergruppen Övre Centaurus Lupus i stjärnhopen Scorpius-Centaurus OB och är den närmaste sådan samförflyttning av massiva stjärnor i förhållande till solen.